# 안동 관왕묘
안동 관왕묘(安東 關王廟)는 경상북도 안동시 태화동에 있는 관왕묘이다. 1982년 2월 24일 경상북도의 민속문화재 제30호로 지정되었다.

## 지정 사유
관왕묘는 중국 삼국지에 나오는 이름난 장수 관우 운장의 제사를 지내는 곳이다. 이 사당은 조선 선조 31년(1598) 당시 안동에 주둔하던 쉬후첸이 지은 것이다. 지금 있는 자리로 옮긴 시기는 선조 39년(1606)이라는 설과 인조 14년(1636)이라는 2가지 설이 있으나 어느 것이 맞는지는 알 수 없다. 다만 안동향교와 마주보고 있는 것을 꺼려 관왕묘를 옮기게 되었다고 한다. 현재 건물은 1904년 해체·복원한 것으로 관왕묘 중 석상(石像)을 모신 유일한 곳이기도 하다.
광감루를 지나 좌우에 동재·서재가 있고 조금 더 오르면 묘우삼문이 있다. 대문에 ‘무안왕묘’라고 쓴 현판이 걸려 있는데 이 문을 들어서면 사당인 무안왕묘가 자리잡고 있다.

## 세부 내용
| 번호   | 사진 | 명칭                | 소재지                 | 관리자 (단체) | 지정일               | 참조 |
| 30-1호 |      | 무안왕묘 (武安王廟) | 경북 안동시 태화동 604 | .             | 1982년 2월 24일 지정 |      |
| 30-2호 |      | 묘우삼문 (廟宇三門) | 경북 안동시 태화동 604 | .             | 1982년 2월 24일 지정 |      |
| 30-3호 |      | 광감루 (曠感樓)     | 경북 안동시 태화동 604 | .             | 1982년 2월 24일 지정 |      |
| 30-4호 |      | 동서재 (東西齋)     | 경북 안동시 태화동 604 | .             | 1982년 2월 24일 지정 |      |

## 참고 문헌
- 안동 관왕묘 - 국가유산청 국가유산포털